# ティンマ・ブーパーラ
ティンマ・ブーパーラ（Thimma Bhupala, 生年不詳 - 1491年）、南インドのヴィジャヤナガル王国、サールヴァ朝の君主（在位：1491年）。

## 生涯
1491年、父王サールヴァ・ナラシンハが死亡したため、幼少の息子ティンマ・ブーパーラがその王位を継承した。
だが、軍司令官の一人にすぐに殺害されてしまったため、弟のインマディ・ナラシンハ・ラーヤが王位を継承した。